# مولود فرعون
مولود فرعون (به فرانسوی: Mouloud Feraoun) نویسنده قرن بیستم میلادی اهل الجزایر بود.